# Титко Черноколев
Титко Николов Черноколев е политик от Българската комунистическа партия (БКП) и академик. През 1949 – 1951 година е член на Политбюро на ЦК на БКП и играе водеща роля в провеждането на колективизацията.

## Биография
Роден е в Търговище на 24 юни 1910 г. През 1927 г. става член на РМС, а през 1930 и на БКП. През 1936 г. завършва факултета по агрономия към Софийския университет. Арестуван е през 1932 и лежи в затвора до 1935 г. Между 1941 и 1943 е интерниран в лагер. От 1944 г. е пълномощник на БКП при Шеста Ямболска въстаническа оперативна зона.
След Деветосептемврийския преврат през 1944 година Черноколев става първи секретар на ЦК на РМС, а в края на годината оглавява новосъздадения Селски отдел в ЦК на БКП. В два периода е член на ЦК на БКП (1944 – 1949 и 1962 – 1965). Между 1949 и 1951 г. е член на Политбюро на ЦК на БКП. По време на вътрешно-партийните репресии през 1949 г. се явява като един от главните свидетели в скалъпения съдебен процес срещу Трайчо Костов .
Бил е заместник-министър от 1948 до 1949 г. и министър на земеделието през 1949 – 1951 г.
През този период Черноколев е най-висшият партиен функционер, пряко отговорен за провеждането на колективизацията – първоначално като завеждащ Селския отдел в ЦК на БКП, а от декември 1947 година и като помощник-министър на земеделието, отговорен за колективизацията. През ноември 1950 година разработва доклад, предвиждащ кампания за „ликвидиране на кулачеството като класа“, която обаче е спряна по искане на съветския диктатор Йосиф Сталин, който я смята за преждевременна.
След масовите селски бунтове през пролетта на 1951 година партийното ръководство започва да му отправя противоречиви обвинения – за прекалено ускоряване на колективизацията или за неуспехите при събирането на нарядите. Макар че един от най-догматичните привърженици на колективизацията по съветски образец в комунистическото ръководство, Черноколев предизвиква личното неодобрение на диктатора Вълко Червенков. Когато през юни той издава разрешение селяните, засяли преди да постъпят в ТКЗС, сами да ожънат нивите си, Червенков реагира рязко и незабавно. Черноколев е отстранен от правителството, заедно с всички заместник-министри, и е изваден от състава на ЦК, Политбюро и Народното събрание. Срещу Черноколев започва следствие, арестуван е от юли 1951 до февруари 1952 година и е измъчван в Държавна сигурност, но не е съден.
В периода 1953 – 1955 Титко Черноколев е Директор на Института по икономика на селското стопанство към Министерство на земеделието. От 1955 до 1959 г. е научен секретар на Българска академия на науките (БАН). От 1958 г. става професор по икономика и организация на селското стопанство в Селскостопанската академия, както и член-кореспондент на БАН.
В периода 1961 – 1965 е член на Президиума на БАН и председател на Академията на селскостопанските науки. От 1962 г. е академик в Академията на селскостопанските науки и като такъв с ранг на министър в правителството на Антон Югов. През 1962 г. отново става член на ЦК на БКП и народен представител. През 1965 г. е удостоен със званието „Герой на социалистическия труд“. На 6 март 1990 г. е реабилитиран посмъртно.

## Трудове
- Развитие на нашето селско стопанство (1948)
- „ТКЗС – единствено правилен път за развитието на нашето селско стопанство“ (1948)
- „Организация и заплащане на труда в полевъдството на ТКЗС“ (1953)
- „Успехите на селското стопанство през първата петилетка“ (1953) съавторство с други
- „Съгласуване работата на тракторната бригада на МТС с работата на полевъдните бригади на ТКЗС“ (1954) в съавторство с други
- „Материалната заинтересованост на ТКЗС, кооператорите и частните стопани“ (1955)
- „Основни задачи на селското стопанство през втората петилетка“ (1955)
- „Съветското селско стопанство в нов подем“ (1955)
- „Преимуществото на кооперативния строй в село“ (1956)
- „Гарантираното парично заплащане на труда в ТКЗС“ (1961) в съавторство с други
- „За внедряване индустриални методи на производство в селското стопанство“ (1964)
- „Райониране, специализация и концентрация на селското производство в НРБългария“ (1967) в съавторство с други.